# 雅雷 (上比利牛斯省)
雅雷（法語：Jarret，法語發音：[ʒaʁɛ] ⓘ）是法国上比利牛斯省的一个市镇，属于阿热莱斯加佐斯特区。

## 地理
雅雷（43°4'54"N, 0°0'51"W）面积4.44 平方千米，位于法国奧克西塔尼大區上比利牛斯省，该省份为法国西南部内陆省份，北至热尔省，西接大西洋比利牛斯省，南与西班牙接壤，东临上加龙省。
与雅雷接壤的市镇（或旧市镇、城区）包括：莱济尼昂、莱桑格勒、阿尔蒂格、盧爾德、圣克雷阿克。

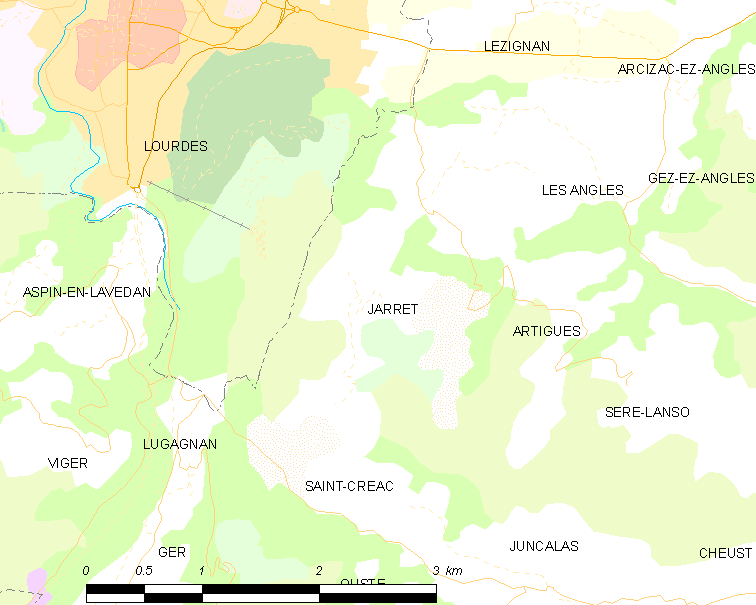
的OSM定位图

雅雷的时区为UTC+01:00、UTC+02:00（夏令时）。

## 行政
雅雷的邮政编码为65100，INSEE市镇编码为65233。

## 政治
雅雷所属的省级选区为卢尔德第二县。

## 人口

1962-2008年间人口变化图示

雅雷于2022年1月1日时的人口数量为303人。